# Olympische Winterspiele 1994/Teilnehmer (Frankreich)
| Gelbes Symbol für Goldmedaillen mit stilisierten Olympischen Ringen | Graues Symbol für Silbermedaillen mit stilisierten Olympischen Ringen | Braundes Symbol für Bronzemedaillen mit stilisierten Olympischen Ringen |
| ------------------------------------------------------------------- | --------------------------------------------------------------------- | ----------------------------------------------------------------------- |
| —                                                                   | 1                                                                     | 4                                                                       |

Frankreich nahm an den Olympischen Winterspielen 1994 im norwegischen Lillehammer mit 98 Athleten, 68 Herren und 30 Frauen, teil.

## Flaggenträger
Die Biathletin Anne Briand trug die Flagge Frankreichs während der Eröffnungsfeier im Skisprungstadion.

## Medaillen

### Medaillenspiegel
| Rang   | Sportart         | Gold | Silber | Bronze | Gesamt |
| ------ | ---------------- | ---- | ------ | ------ | ------ |
| 1      | Biathlon         | –    | 1      | 2      | 3      |
| 2      | Eiskunstlauf     | −    | −      | 1      | 1      |
| 2      | Freestyle-Skiing | −    | −      | 1      | 1      |
| Gesamt | Gesamt           | 0    | 1      | 4      | 5      |

### Medaillengewinner
| Name/n                                                                          | Sportart         | Wettkampf          |
| ------------------------------------------------------------------------------- | ---------------- | ------------------ |
| Silber                                                                          |                  |                    |
| Anne Briand-Bouthiaux                                                           | Biathlon         | 15 km Einzel       |
| Bronze                                                                          |                  |                    |
| Thierry Dusserre Patrice Bailly-Salins Lionel Laurent Hervé Flandin             | Biathlon         | 4 × 7,5 km-Staffel |
| Corinne Niogret Véronique Claudel Delphyne Heymann-Burlet Anne Briand-Bouthiaux | Biathlon         | 4 × 7,5 km-Staffel |
| Philippe Candeloro                                                              | Eiskunstlauf     | Einzel             |
| Edgar Grospiron                                                                 | Freestyle-Skiing | Buckelpiste        |

## Teilnehmer nach Sportarten

### Biathlon
| Athleten                                                                        | Wettbewerbe        | Zeit        | Fehler      | Rang   |
| ------------------------------------------------------------------------------- | ------------------ | ----------- | ----------- | ------ |
| Frauen                                                                          |                    |             |             |        |
| Anne Briand-Bouthiaux                                                           | 7,5 km Sprint      | 28:00,8 min | 4 (4+0)     | 30     |
| Anne Briand-Bouthiaux                                                           | 15 km Einzel       | 52:53,3 min | 3 (1+1+0+1) | Silber |
| Emmanuelle Claret                                                               | 7,5 km Sprint      | 28:19,7 min | 5 (1+4)     | 35     |
| Véronique Claudel                                                               | 7,5 km Sprint      | 27:28,2 min | 1 (1+0)     | 20     |
| Véronique Claudel                                                               | 15 km Einzel       | 55:40,6 min | 2 (0+0+2+0) | 20     |
| Delphyne Heymann-Burlet                                                         | 15 km Einzel       | 54:21,8 min | 1 (0+0+1+0) | 11     |
| Corinne Niogret                                                                 | 7,5 km Sprint      | 27:48,1 min | 3 (2+1)     | 27     |
| Corinne Niogret                                                                 | 15 km Einzel       | 53:38,1 min | 2 (1+0+1+0) | 5      |
| Corinne Niogret Véronique Claudel Delphyne Heymann-Burlet Anne Briand-Bouthiaux | 4 × 7,5 km-Staffel | 1:52:28,3 h | 1           | Bronze |
| Männer                                                                          |                    |             |             |        |
| Patrice Bailly-Salins                                                           | 10 km Sprint       | 29:43,1 min | 2 (1+1)     | 11     |
| Patrice Bailly-Salins                                                           | 20 km Einzel       | 59:53,5 min | 4 (1+2+0+1) | 13     |
| Stéphane Bouthiaux                                                              | 10 km Sprint       | 31:07,3 min | 3 (1+2)     | 35     |
| Thierry Dusserre                                                                | 10 km Sprint       | 30:22,6 min | 2 (1+1)     | 19     |
| Hervé Flandin                                                                   | 10 km Sprint       | 29:33,8 min | 1 (1+0)     | 8      |
| Hervé Flandin                                                                   | 20 km Einzel       | 1:02:25,9 h | 4 (2+1+1+0) | 44     |
| Lionel Laurent                                                                  | 20 km Einzel       | 1:01:42,6 h | 3 (0+1+2+0) | 32     |
| Franck Perrot                                                                   | 20 km Einzel       | 1:02:57,0 h | 3 (0+1+0+2) | 47     |
| Thierry Dusserre Patrice Bailly-Salins Lionel Laurent Hervé Flandin             | 4 × 7,5 km-Staffel | 1:32:31,3 h | 1           | Bronze |

### Bob
| Athleten                                                         | Wettbewerb | Lauf 1  | Lauf 1 | Lauf 2  | Lauf 2 | Lauf 3  | Lauf 3 | Lauf 4  | Lauf 4 | Gesamt      | Gesamt |
| Athleten                                                         | Wettbewerb | Zeit    | Rang   | Zeit    | Rang   | Zeit    | Rang   | Zeit    | Rang   | Zeit        | Rang   |
| ---------------------------------------------------------------- | ---------- | ------- | ------ | ------- | ------ | ------- | ------ | ------- | ------ | ----------- | ------ |
| Männer                                                           |            |         |        |         |        |         |        |         |        |             |        |
| Christophe Flacher Max Robert                                    | Zweierbob  | 53,44 s | 21     | 53,60 s | 18     | 53,47 s | 18     | 53,79 s | 20     | 3:34,30 min | 21     |
| Gabriel Fourmigué Philippe Tanchon                               | Zweierbob  | 53,54 s | 24     | 53,70 s | 21     | 53,58 s | 22     | 53,98 s | 25     | 3:34,80 min | 23     |
| Christophe Flacher Thierry Tribondeau Claude Dasse Max Robert    | Viererbob  | 52,54 s | 20     | 52,61 s | 19     | 52,89 s | 21     | 53,14 s | 22     | 3:31,18 min | 21     |
| Bruno Mingeon Philippe Tanchon Gabriel Fourmigué Éric Le Chanony | Viererbob  | 52,43 s | 15     | 52,49 s | 15     | 52,54 s | 11     | 52,58 s | 13     | 3:30,04 min | 16     |

### Eishockey
| Wettbewerb        | Männer |
| ----------------- | --- |
| Spieler           | Benjamin Agnel Stéphane Arcangeloni Stéphane Barin Stéphane Botteri Arnaud Briand Sylvain Girard Gérald Guennelon Benoît Laporte Éric LeMarque Pierrick Maïa Christophe Moyon Franck Pajonkowski Denis Perez Serge Poudrier Pierre Pousse Antoine Richer Bruno Saunier Franck Saunier Michel Valliere Christophe Ville Steven Woodburn Petri Ylönen |
| Trainer           | Kjell Larsson |
| Vorrunde          | Vereinigte Staaten 4:4 (1:2, 1:0, 2:2) Kanada 1:3 (0:1, 0:2, 1:0) Schweden 1:7 (0:3, 1:2, 0:2) Italien 3:7 (1:2, 2:3, 0:2) Slowakei 2:6 (1:4, 0:2, 1:0) |
| Viertelfinale     | — |
| Platzierungsrunde | Österreich 4:4 n. V. (2:2, 1:0, 1:2, 0:0), 4:1 n. P. |
| Spiel um Platz 9  | Italien 2:3 (1:1, 1:0, 0:2) |
| Platzierung       | 10 |

### Eiskunstlauf
| Athleten                        | Wettbewerbe | Pflichttanz 1 | Pflichttanz 1 | Pflichttanz 2 | Pflichttanz 2 | Originaltanz | Originaltanz | Kurzprogramm | Kurzprogramm | Kür/Kürtanz | Kür/Kürtanz | Gesamt    | Gesamt |
| Athleten                        | Wettbewerbe | Bewertung     | Rang          | Bewertung     | Rang          | Bewertung    | Rang         | Bewertung    | Rang         | Bewertung   | Rang        | Bewertung | Rang   |
| ------------------------------- | ----------- | ------------- | ------------- | ------------- | ------------- | ------------ | ------------ | ------------ | ------------ | ----------- | ----------- | --------- | ------ |
| Frauen                          |             |               |               |               |               |              |              |              |              |             |             |           |        |
| Surya Bonaly                    | Einzel      | —             | —             | —             | —             | —            | —            | 1,5          | 3            | 4,0         | 4           | 5,5       | 4      |
| Laetitia Hubert                 | Einzel      | —             | —             | —             | —             | —            | —            | 10,0         | 20           | 15,0        | 15          | 25,0      | 17     |
| Marie-Pierre Leray              | Einzel      | —             | —             | —             | —             | —            | —            | 7,0          | 14           | 13,0        | 13          | 20,0      | 14     |
| Männer                          |             |               |               |               |               |              |              |              |              |             |             |           |        |
| Philippe Candeloro              | Einzel      | —             | —             | —             | —             | —            | —            | 1,5          | 3            | 5,0         | 5           | 6,5       | Bronze |
| Éric Millot                     | Einzel      | —             | —             | —             | —             | —            | —            | 3,0          | 6            | 7,0         | 7           | 10,0      | 7      |
| Mixed                           |             |               |               |               |               |              |              |              |              |             |             |           |        |
| Sophie Moniotte Pascal Lavanchy | Eistanz     | 1,0           | 5             | 1,0           | 5             | 3,0          | 5            | —            | —            | 5,0         | 5           | 10,0      | 5      |
| Bérangère Nau Luc Moneger       | Eistanz     | 3,0           | 15            | 3,0           | 15            | 9,0          | 15           | —            | —            | 14,0        | 14          | 29,0      | 14     |

### Freestyle
| Athleten          | Wettbewerbe | Qualifikation | Qualifikation | Finale        | Finale        | Rang   |
| Athleten          | Wettbewerbe | Punkte        | Rang          | Punkte        | Rang          | Rang   |
| ----------------- | ----------- | ------------- | ------------- | ------------- | ------------- | ------ |
| Frauen            |             |               |               |               |               |        |
| Candice Gilg      | Buckelpiste | 24,12         | 5             | 24,82         | 5             | 5      |
| Raphaëlle Monod   | Buckelpiste | 24,16         | 4             | 25,17         | 4             | 4      |
| Männer            |             |               |               |               |               |        |
| Olivier Allamand  | Buckelpiste | 25,89         | 5             | 25,28         | 6             | 6      |
| Jean-Marc Bacquin | Aerials     | 203,58        | 8             | 196,88        | 9             | 9      |
| Alexis Blanc      | Aerials     | 162,22        | 18            | ausgeschieden | ausgeschieden | 18     |
| Olivier Cotte     | Buckelpiste | 26,36         | 4             | 25,79         | 4             | 4      |
| Sébastien Foucras | Aerials     | 55,68         | 24            | ausgeschieden | ausgeschieden | 24     |
| Edgar Grospiron   | Buckelpiste | 26,65         | 2             | 26,64         | 3             | Bronze |

### Nordische Kombination
| Athleten                                      | Wettbewerb                        | Skispringen | Skispringen | Langlauf    | Langlauf | Zeit        | Rang |
| Athleten                                      | Wettbewerb                        | Punkte      | Rang        | Zeit        | Rang     | Zeit        | Rang |
| --------------------------------------------- | --------------------------------- | ----------- | ----------- | ----------- | -------- | ----------- | ---- |
| Männer                                        |                                   |             |             |             |          |             |      |
| Étienne Gouy                                  | Gundersen-Wettkampf Normalschanze | 192,0       | 28          | 41:08,5 min | 30       | 47:14,5 min | 28   |
| Sylvain Guillaume                             | Gundersen-Wettkampf Normalschanze | 202,0       | 16          | 38:18,4 min | 2        | 43:18,4 min | 9    |
| Fabrice Guy                                   | Gundersen-Wettkampf Normalschanze | 191,0       | 31          | 39:07,2 min | 7        | 45:20,2 min | 17   |
| Stéphane Michon                               | Gundersen-Wettkampf Normalschanze | 171,0       | 41          | 39:00,1 min | 6        | 47:26,1 min | 34   |
| Sylvain Guillaume Fabrice Guy Stéphane Michon | Mannschaft                        | 557,5       | 10          | 1:20:53,0 h | 1        | 1:35:33,0 h | 6    |

### Shorttrack
| Athleten                                                      | Wettbewerbe    | Vorlauf     | Vorlauf | Viertelfinale | Viertelfinale | Halbfinale    | Halbfinale    | Finale        | Finale        | Rang |
| Athleten                                                      | Wettbewerbe    | Zeit        | Rang    | Zeit          | Rang          | Zeit          | Rang          | Zeit          | Rang          | Rang |
| ------------------------------------------------------------- | -------------- | ----------- | ------- | ------------- | ------------- | ------------- | ------------- | ------------- | ------------- | ---- |
| Frauen                                                        |                |             |         |               |               |               |               |               |               |      |
| Valérie Barizza                                               | 500 m          | 50,30 s     | 4       | ausgeschieden | ausgeschieden | ausgeschieden | ausgeschieden | ausgeschieden | ausgeschieden | 28   |
| Valérie Barizza                                               | 1000 m         | 1:52,30 min | 4       | ausgeschieden | ausgeschieden | ausgeschieden | ausgeschieden | ausgeschieden | ausgeschieden | 27   |
| Sandrine Daudet                                               | 500 m          | 49,06 s     | 2       | 47,97 s       | 3             | ausgeschieden | ausgeschieden | ausgeschieden | ausgeschieden | 13   |
| Sandrine Daudet                                               | 1000 m         | 1:41,91 min | 2       | 1:40,83 min   | 4             | ausgeschieden | ausgeschieden | ausgeschieden | ausgeschieden | 16   |
| Laure Drouet                                                  | 500 m          | 50,47 s     | 3       | ausgeschieden | ausgeschieden | ausgeschieden | ausgeschieden | ausgeschieden | ausgeschieden | 22   |
| Laure Drouet                                                  | 1000 m         | 1:41,21 min | 4       | ausgeschieden | ausgeschieden | ausgeschieden | ausgeschieden | ausgeschieden | ausgeschieden | 25   |
| Valérie Barizza Sandrine Daudet Sandra Deleglise Laure Drouet | 3000-m-Staffel | —           | —       | —             | —             | 4:55,24 min   | 4             | 4:59,94 min   | 4             | 7    |
| Männer                                                        |                |             |         |               |               |               |               |               |               |      |
| Bruno Loscos                                                  | 500 m          | 45,54 s     | 3       | ausgeschieden | ausgeschieden | ausgeschieden | ausgeschieden | ausgeschieden | ausgeschieden | 21   |
| Bruno Loscos                                                  | 1000 m         | 1:33,93 min | 4       | ausgeschieden | ausgeschieden | ausgeschieden | ausgeschieden | ausgeschieden | ausgeschieden | 26   |

### Ski alpin
| Athleten                 | Wettbewerbe        | 1. Lauf     | 1. Lauf | 2. Lauf     | 2. Lauf | Gesamt      | Gesamt |
| Athleten                 | Wettbewerbe        | Zeit        | Rang    | Zeit        | Rang    | Zeit        | Rang   |
| ------------------------ | ------------------ | ----------- | ------- | ----------- | ------- | ----------- | ------ |
| Frauen                   |                    |             |         |             |         |             |        |
| Nathalie Bouvier         | Abfahrt            | —           | —       | —           | —       | 1:38,85 min | 29     |
| Régine Cavagnoud         | Abfahrt            | —           | —       | —           | —       | 1:38,69 min | 26     |
| Régine Cavagnoud         | Riesenslalom       | 1:23,45 min | 23      | 1:13,33 min | 14      | 2:36,78 min | 18     |
| Régine Cavagnoud         | Super-G            | —           | —       | —           | —       | 1:23,13 min | 11     |
| Patricia Chauvet-Blanc   | Slalom             | DNF         | DNF     | DNF         | DNF     | DNF         | DNF    |
| Béatrice Filliol         | Slalom             | DNF         | DNF     | DNF         | DNF     | DNF         | DNF    |
| Sophie Lefranc-Duvillard | Riesenslalom       | DNF         | DNF     | DNF         | DNF     | DNF         | DNF    |
| Florence Masnada         | Abfahrt            | —           | —       | —           | —       | 1:37,92 min | 13     |
| Florence Masnada         | Alpine Kombination | 1:29,11 min | 10      | 1:40,91 min | 10      | 3:10,02 min | 7      |
| Florence Masnada         | Slalom             | DNF         | DNF     | DNF         | DNF     | DNF         | DNF    |
| Florence Masnada         | Super-G            | —           | —       | —           | —       | 1:23,43 min | 14     |
| Carole Merle             | Riesenslalom       | 1:21,56 min | 6       | 1:11,88 min | 4       | 2:33,44 min | 5      |
| Carole Merle             | Super-G            | —           | —       | —           | —       | 1:23,72 min | 19     |
| Leïla Piccard            | Riesenslalom       | 1:24,58 min | 28      | DNF         | DNF     | DNF         | DNF    |
| Leïla Piccard            | Slalom             | 1:01,33 min | 17      | DNF         | DNF     | DNF         | DNF    |
| Mélanie Suchet           | Abfahrt            | —           | —       | —           | —       | 1:37,34 min | 6      |
| Mélanie Suchet           | Super-G            | —           | —       | —           | —       | 1:23,74 min | 20     |
| Männer                   |                    |             |         |             |         |             |        |
| Luc Alphand              | Abfahrt            | —           | —       | —           | —       | 1:46,25 min | 8      |
| Luc Alphand              | Super-G            | —           | —       | —           | —       | 1:33,39 min | 8      |
| Sébastien Amiez          | Slalom             | 1:03,66 min | 19      | DNF         | DNF     | DNF         | DNF    |
| Nicolas Burtin           | Abfahrt            | —           | —       | —           | —       | 1:46,22 min | 6      |
| Nicolas Burtin           | Super-G            | —           | —       | —           | —       | 1:35,28 min | 31     |
| Jean-Luc Crétier         | Abfahrt            | —           | —       | —           | —       | 1:47,27 min | 24     |
| Jean-Luc Crétier         | Alpine Kombination | 1:38,92 min | 18      | DSQ         | DSQ     | DSQ         | DSQ    |
| Yves Dimier              | Slalom             | 1:03,72 min | 20      | 1:03,27 min | 18      | 2:06,99 min | 16     |
| Franck Piccard           | Riesenslalom       | 1:29,79 min | 14      | 1:24,18 min | 8       | 2:53,97 min | 13     |
| Franck Piccard           | Super-G            | —           | —       | —           | —       | 1:34,75 min | 23     |
| Ian Piccard              | Riesenslalom       | 1:30,21 min | 19      | 1:24,64 min | 15      | 2:54,85 min | 17     |
| Christophe Plé           | Abfahrt            | —           | —       | —           | —       | 1:47,11 min | 22     |
| Christophe Plé           | Super-G            | —           | —       | —           | —       | 1:34,50 min | 17     |

### Skilanglauf
| Athleten                                                                | Wettbewerbe       | Zeit        | Rang |
| ----------------------------------------------------------------------- | ----------------- | ----------- | ---- |
| Frauen                                                                  |                   |             |      |
| Sylvie Giry-Rousset                                                     | 15 km Freistil    | DNF         | DNF  |
| Sylvie Giry-Rousset                                                     | 30 km klassisch   | 1:39:26,3 h | 50   |
| Isabelle Mancini                                                        | 5 km klassisch    | 16:31,4 min | 51   |
| Isabelle Mancini                                                        | 10 km Verfolgung  | 32:12,8 min | 30   |
| Isabelle Mancini                                                        | 15 km Freistil    | 46:16,2 min | 39   |
| Carole Stanisière                                                       | 5 km klassisch    | 16:08,7 min | 41   |
| Carole Stanisière                                                       | 10 km Verfolgung  | 34:02,4 min | 47   |
| Carole Stanisière                                                       | 30 km klassisch   | 1:32:17,6 h | 24   |
| Élisabeth Tardy                                                         | 5 km klassisch    | 16:39,3 min | 54   |
| Élisabeth Tardy                                                         | 10 km Verfolgung  | 33:29,9 min | 41   |
| Sophie Villeneuve                                                       | 5 km klassisch    | 15:31,9 min | 23   |
| Sophie Villeneuve                                                       | 10 km Verfolgung  | 29:28,8 min | 10   |
| Sophie Villeneuve                                                       | 15 km Freistil    | 42:41,3 min | 9    |
| Carole Stanisière Sylvie Giry-Rousset Sophie Villeneuve Élisabeth Tardy | 4 × 5 km-Staffel  | 1:02:28,6 h | 11   |
| Männer                                                                  |                   |             |      |
| Stéphane Azambre                                                        | 10 km klassisch   | 27:14,6 min | 54   |
| Hervé Balland                                                           | 30 km Freistil    | DNF         | DNF  |
| Patrick Rémy                                                            | 10 km klassisch   | 25:57,6 min | 22   |
| Patrick Rémy                                                            | 15 km Verfolgung  | 40:00,5 min | 20   |
| Patrick Rémy                                                            | 50 km klassisch   | 2:16:21,4 h | 23   |
| Philippe Sanchez                                                        | 10 km klassisch   | 26:47,8 min | 39   |
| Philippe Sanchez                                                        | 15 km Verfolgung  | 41:11,8 min | 29   |
| Philippe Sanchez                                                        | 50 km klassisch   | 2:22:01,0 h | 46   |
| Cédric Vallet                                                           | 10 km klassisch   | 27:30,0 min | 63   |
| Cédric Vallet                                                           | 15 km Verfolgung  | 43:24,5 min | 53   |
| Cédric Vallet                                                           | 30 km Freistil    | 1:19:49,7 h | 32   |
| Cédric Vallet                                                           | 50 km klassisch   | 2:19:06,7 h | 33   |
| Philippe Sanchez Patrick Rémy Hervé Balland Stéphane Azambre            | 4 × 10 km-Staffel | 1:48:25,1 h | 10   |

### Skispringen
| Athleten                                                      | Wettbewerb             | 1. Durchgang | 1. Durchgang | 1. Durchgang | 2. Durchgang | 2. Durchgang | 2. Durchgang | Gesamt | Gesamt |
| Athleten                                                      | Wettbewerb             | Weite        | Punkte       | Rang         | Weite        | Punkte       | Rang         | Punkte | Rang   |
| ------------------------------------------------------------- | ---------------------- | ------------ | ------------ | ------------ | ------------ | ------------ | ------------ | ------ | ------ |
| Männer                                                        |                        |              |              |              |              |              |              |        |        |
| Steve Delaup                                                  | Normalschanze          | 74,5 m       | 73,0         | 56           | 79,0 m       | 89,5         | 36           | 162,5  | 47     |
| Steve Delaup                                                  | Großschanze            | 103,5 m      | 85,3         | 27           | 103,0 m      | 84,9         | 18           | 170,2  | 23     |
| Nicolas Dessum                                                | Normalschanze          | 95,5 m       | 123,5        | 11           | 88,0 m       | 109,5        | 23           | 233,0  | 14     |
| Nicolas Dessum                                                | Großschanze            | 108,5 m      | 92,8         | 20           | 101,5 m      | 78,2         | 24           | 171,0  | 21     |
| Nicolas Jean-Prost                                            | Normalschanze          | 89,5 m       | 111,0        | 28           | 89,0 m       | 113,5        | 20           | 224,5  | 22     |
| Nicolas Jean-Prost                                            | Großschanze            | 78,0 m       | 26,4         | 54           | 96,5 m       | 70,7         | 32           | 97,1   | 47     |
| Didier Mollard                                                | Normalschanze          | 91,5 m       | 115,5        | 20           | 90,0 m       | 114,5        | 18           | 230,0  | 17     |
| Didier Mollard                                                | Großschanze            | 121,5 m      | 117,7        | 7            | 109,5 m      | 95,6         | 13           | 213,3  | 10     |
| Nicolas Jean-Prost Steve Delaup Nicolas Dessum Didier Mollard | Mannschaft Großschanze | 454,0 m      | 414,7        | 6            | 450,5 m      | 407,4        | 6            | 822,1  | 6      |